# Bolesław Gregorek
Bolesław Gregorek (ur. 9 lutego 1927 w Krzyszkowicach, zm. 22 grudnia 1997 w Radomiu) – polski ślusarz, poseł na Sejm PRL IV i V kadencji.

## Życiorys
Syn Jana i Marianny. Uzyskał wykształcenie średnie, z zawodu ślusarz. Pracował na stanowisku starszego mistrza w Zakładach Metalowych im. gen. Waltera w Radomiu. W 1965 i 1969 uzyskiwał mandat posła na Sejm PRL w okręgu Radom. Przez dwie kadencje zasiadał w Komisji Przemysłu Ciężkiego, Chemicznego i Górnictwa.
Pochowany na cmentarzu parafialnym w Radomiu.

## Odznaczenia
- Brązowy Krzyż Zasługi
- Odznaka 1000-lecia Państwa Polskiego (1966)[3]